# Свидетели Иеговы в Румынии
Ассоциация Свидетелей Иеговы Румынии (рум. Organizația Religioasă «Martorii lui Iehova» din România) — официальное название, используемое Свидетелями Иеговы, проживающими в Румынии. Основной офис открыт в Бухаресте. Свидетели Иеговы являются одной из восемнадцати официально признанных религиозных конфессий в стране. Согласно национальной переписи, проведенной в 2011 году, в Румынии насчитывалось 49 820 приверженцев данной церкви — что ставило её на десятое место в стране. Каждая конгрегация румынских Свидетелей Иеговы контролируется группой старейшин, назначаемых Административным советом Свидетелей Иеговы; журналы «Сторожевая башня» и «Пробудитесь!» публикуются и на румынском языке.

## История

### Основание и межвоенный период
Группы Исследователей Библии впервые появились в современной Румынии благодаря венгерским миссионерам, действовавшим в Трансильвании. В частности, два эмигранта, которые в 1911 году вернулись из Соединенных Штатов Америки в свой родной город — Тыргу-Муреш (Марошвашархей) — смогли обратить в новую веру ряд местных венгров. Они опубликовали первое издание «Сторожевой башни» на венгерском языке в 1914 году, а первая румынская версия вышла через два года, также в Тыргу-Муреше.
Подобные группы также были активны и в «Старом Румынском Королевстве» (рум. Vechiul Regat) в период до Первой мировой войны, а в современной Румынии продолжают существовать группы, называемые «Исследователи Библии». В 1920 году Иоанн Сима, бывший греко-католик, был направлен в регион из США с целью организации общины, которая разделилась на четыре группы в 1930-х годах. После присоединения Трансильвании и Буковины к Румынии, в 1918 году, штаб свидетелей Иеговы переехал в город Клуж, где через два года появилось первое «общество Сторожевой Башни» — его составляли, в основном, венгры. Общество функционировало как региональный центр, координируя деятельность на территории Венгрии, Югославии, Болгарии и Албании. С 1931 года, после ряда разногласий в американском руководстве движения Исследователей Библии, те, кто остался ассоциированным с обществом Сторожевой Башни, стали известны как свидетели Иеговы.
В межвоенный период правительство Великой Румынии последовательные ввело ряд запретов на деятельность группы в стране. Первый из них пришёлся на 1926 год: группа тогда считалась «отклонением» от христианства и являлась «дополнительной головной болью» для региональных властей, считавших его экстремистским. В этот момент «Сторожевая башня» была запрещена — что стало только частью более широкой деятельности правительства по сокращению издательской деятельности группы.
К началу 1930-х годов давление властей ослабло, и штаб Свидетелей переместился в Бухарест: в рамках перехода к деятельности в восточной и южной Румынии. Среди новообращённых в те годы были православные украинцы и сербы, а также — румынские адвентисты седьмого дня в Молдавии. Группа была снова легализована в 1933 году: заявка на регистрацию — в качестве акционерного общества — требовала в то время наличия 2000 членов.
Следующий запрет появился в 1937 году, когда в стране укрепился авторитарный режим короля Кароля II. В законодательном акте, принятом по данному поводу кабинетом министров Георге Тэтэреску, свидетели Иеговы были определены как одно из «религиозных объединений и сект», деятельность которых на румынской земле запрещалась: в этот список также вошли пятидесятники, Церковь Бога апостольской веры, назаряне и целый ряд других религиозных объединений.
В результате массового отказа от военной службы «по убеждениям», Свидетели Иеговы подвергались преследованиям во время Второй мировой войны при режиме Иона Антонеску. Один из лидеров, Мартин Мадьяроши, был арестован в сентябре 1942 года, а затем та же судьба постигла и другого руководителя — Памфила Альбу. Несколько свидетелей Иеговы из Северной Трансильвании были интернированы в лагере для военнопленных в сербском городе Бор, наряду с евреями и адвентистами.

### Коммунистическая эра и последующие события
После августовских событий 1944 года, король Михай I вернул свидетелей в их статус от 1933 года, а дополнительную защиту от преследования они получили, когда в июле 1945 года были зарегистрированы в качестве «юридического лица». В 1945—1946 годах Свидетелям разрешалось открыто публиковать свою литературу на румынском языке. Однако уже в 1948 году их деятельность была вновь запрещена, когда новый румынский (коммунистический) режим исключил их из списка официальных религиозных общин.
Другой запрет был введен в 1949 году постановлением правительства и уже в августе офис общины в Бухаресте был закрыт, а его вспомогательные здания и оборудование были конфискованы. Группа в те годы откровенно критиковала высказывания церковных лидеров и действия социальных и политических институтов страны — подобные заявления коммунистический режим считал подрывными. Дополнительным фактором было противодействие членов общины военной службе, что воспринималось должностными лицами как негативное отношение к румынскому государству в целом.
Тесные связи движения с Соединенными Штатами также в те годы стали проблематичными: во времена Холодной войны члены общины обвинялись в шпионаже в пользу «вражеской сверхдержавы». В тот период в группе было около 15 000 членов. Ряд лидеров, а также и рядовых верующих, были заключены в тюрьмы по обвинениям, включавшим публичное подстрекательство, распространение запрещенных материалов и заговор против общественного порядка — а также, уклонение от призыва. Руководство Свидетелей было признано виновным в шпионаже в рамках «англо-американской сети».